# Brúixola Brunton

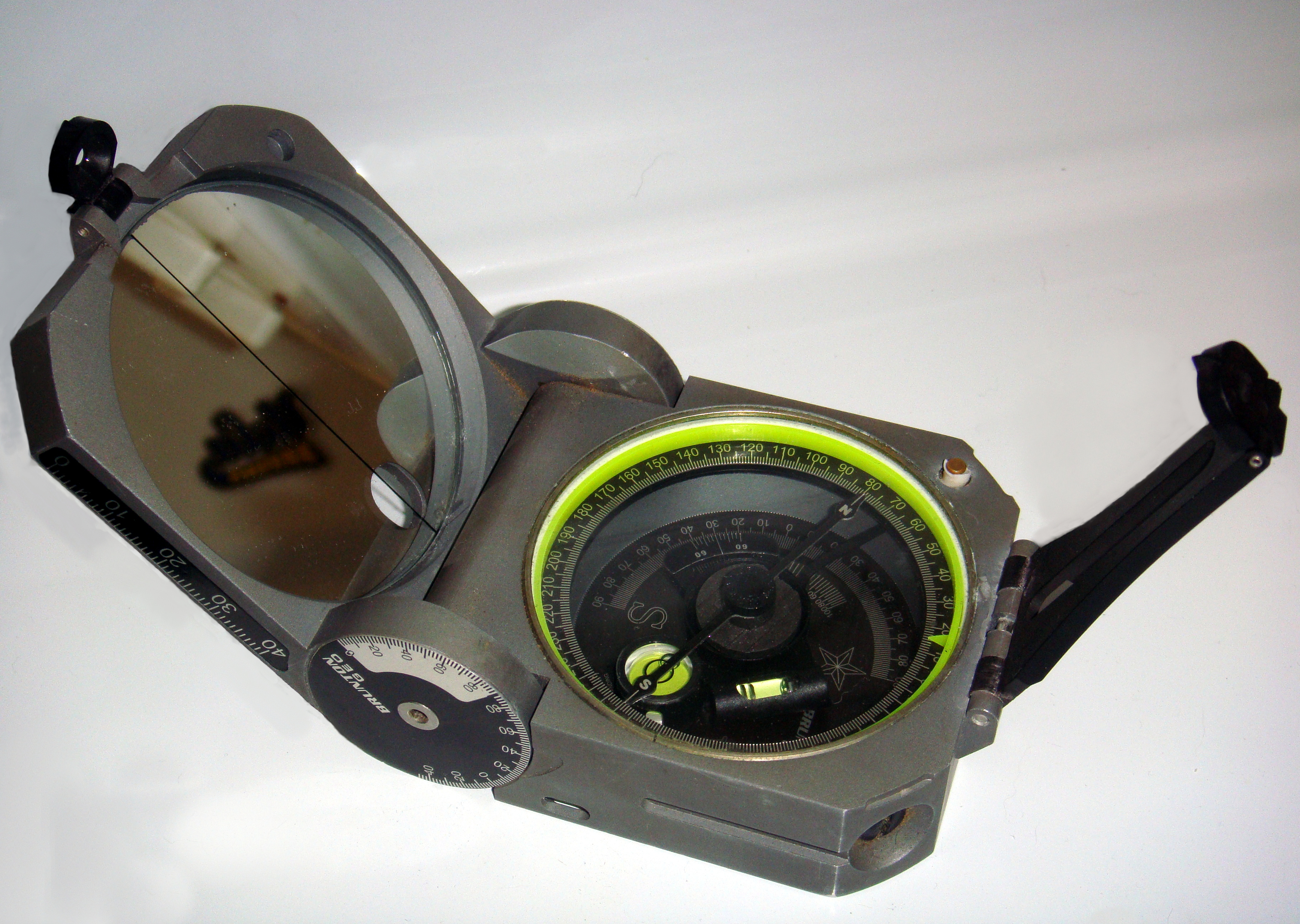
Una Brúixola Brunton estàndard Geo, amb amortiment d'inducció.

Una  Brúixola Brunton , també coneguda com a  Brúixola de geòleg , o  compàs de butxaca Brunton , és un tipus de brúixola de mà de precisió, feta originalment per la companyia  Brunton, Inc  de Riverton, Wyoming. L'instrument va ser patentat el 1894 per un geòleg canadenc anomenat David W. Brunton. Aquesta brúixola té, com les altre, una agulla imantada que s'orienta en la direcció de les línies del magnetisme natural de la Terra, però, a diferència de la majoria de les brúixoles modernes, el compàs de butxaca Brunton utilitza amortiment d'inducció magnètica en lloc de líquid per esmorteir l'oscil·lació de l'agulla orientadora. S'utilitza principalment per a mesurar orientacions geogràfiques, triangular un emplaçament, mesurar alineacions estructurals, plans i llocs geomètrics d'estructures geològiques.
Encara que la companyia  Brunton Inc  manufactura molts altres tipus de brúixoles magnètiques, el compàs de butxaca Brunton és un instrument especialitzat, emprat àmpliament per aquells que necessiten fer mesuraments precisos d'angles. Actualment és manufacturada per diverses companyies. Els usuaris principals d'aquesta eina de mesurament són els geòlegs, arqueòlegs, enginyers agrimensors i inspectors de camp. L'exèrcit dels Estats Units va adoptar el compàs de butxaca model  M2  per a l'ús del seu personal d'artilleria.

## Utilització

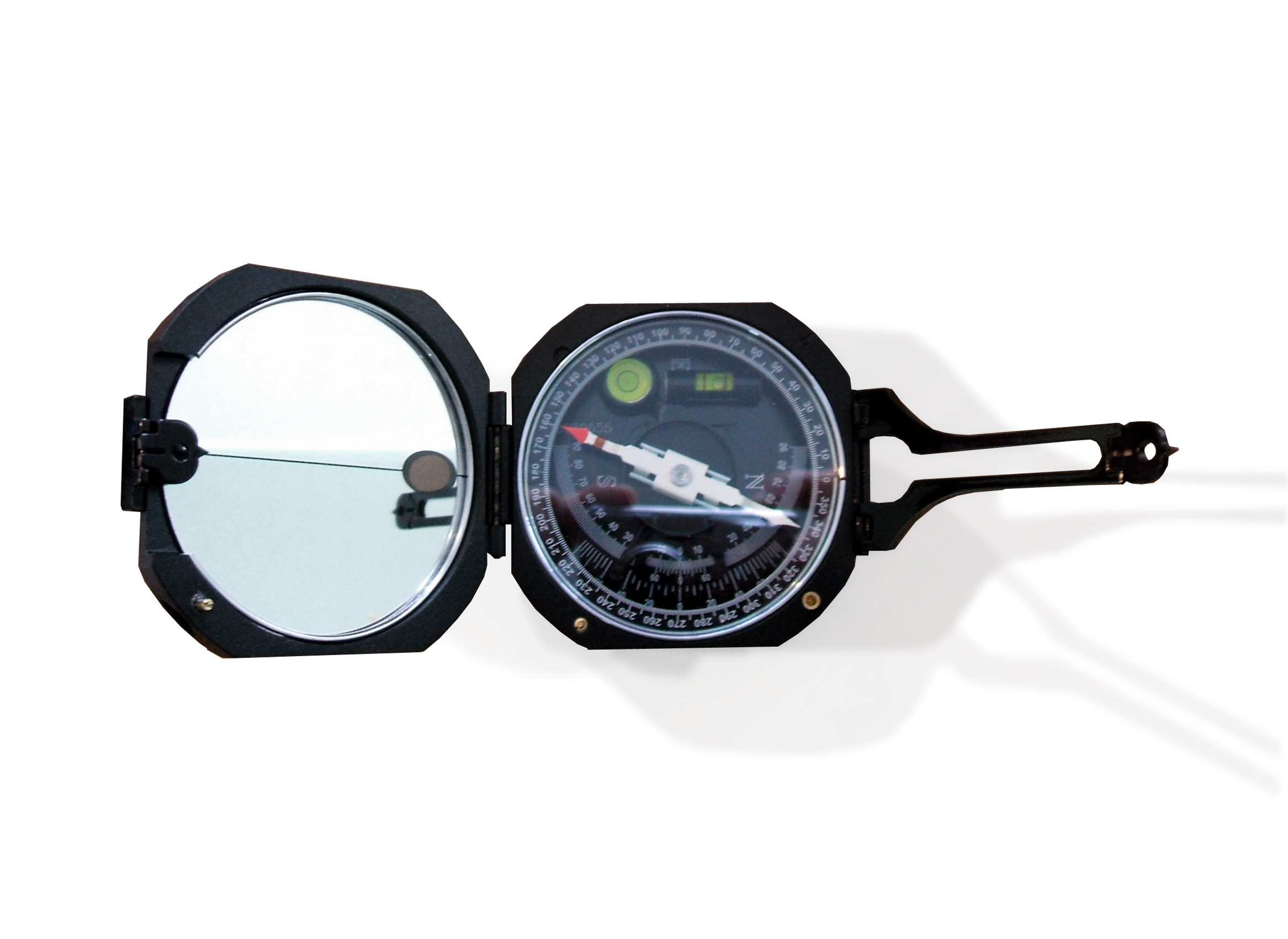
Vista superior d'una brúixola tipus Brunton

El compàs de butxaca es pot ajustar per l'angle de declinació d'acord amb la seva localització a la Terra. S'utilitza per obtenir mesures de graus direccionals (azimut) mitjançant el camp magnètic de la Terra. Sostenint la brúixola a l'altura de la cintura, l'usuari mira el mirall integrat i s'alinea la línia objectiu, guiant l'agulla que és al mirall. Quan aquestes tres estan alineades i la brúixola està a nivell, es poden fer la lectura d'azimut. Possiblement l'ús més freqüent de la brúixola Brunton en camp és el càlcul de pendents de trets geològics (falles, contactes, foliació, estrats sedimentaris, etc.), Aquesta mesura es realitza en conjunt amb l'ús d'un nivell topogràfic.
Igual que amb la majoria de les brúixoles tradicionals, els mesuraments de direcció es fan en referència al camp magnètic de la Terra i, per tant, es trobaran amb dificultats si en una regió el magnetisme local és anormal. Per exemple, si l'usuari es troba prop d'un aflorament que conté magnetita o algun altre material de suport de ferro, les lectures de la brúixola es poden veure afectades des d'alguns centímetres fins a algunes desenes de metres de distància de l'origen de la lectura (depenent de la força del camp magnètic).
Existeixen molts altres tipus de brúixoles utilitzades pels geòlegs, per exemple, una  Brúixola Breithaupt . Generalment aquestes són usades pels geòlegs estructurals, ja que permeten fàcilment una mesura precisa de l'orientació dels plans (foliacions) i de les línies en els plànols (delineació). Amb l'adveniment de dispositius electrònics portàtils com els col·lectors de dades, GPS de butxaca, o l'iPhone, s'ha creat una nova generació de brúixoles portàtils, algunes d'elles amb especial interès per als geòlegs, per exemple el  listerCompass  (dissenyat pel geòleg estructural professor Gordon Lister) és un altre tipus de brúixola especialitzada, que permet, amb una sola mesura, registrar simultàniament pendent, immersió, així com el trencament d'una lineació en un pla foliació.
Alternativament, amb enfocament en alineacions, una opció que permet el mesurament de guinyada, capcineig i guerxament (el mateix que participen en el moviment d'una aeronau) pot aconseguir el mateix objectiu. A diferència de les brúixoles analògiques una brúixola digital es basa en un acceleròmetre i un teslàmetre i pot proporcionar molta informació sobre la fiabilitat del mesurament (per exemple, mitjançant la repetició de la mateixa mesura i realitzar l'anàlisi estadística).